# Яцурак Василь Іванович
Василь Іванович Яцурак (нар. 10 грудня 1973, Богородчанський район) — український футболіст, що грав на позиції півзахисника. Відомий за виступами за низку українських клубів, найбільш відомий за виступами у луцькій «Волині» та одеському «Чорноморці» у вищій українській лізі. Після закінчення кар'єри гравця — футбольний тренер, очолював івано-франківський клуб «Тепловик» перед його дебютом у професійній лізі, пізніше очолював фарм-клуб команди. який грає в чемпіонаті Івано-Франківської області.

## Клубна кар'єра
Василь Яцурак народився в Богородчанському районі, та є вихованцем місцевої солотвинської ДЮСШ, де його першим тренером був Роман Балаш. У 1994 році розпочав виступи на футбольних полях у складі аматорської команди «Карпати» із Кам'янки-Бузької у 1994 році, проте, відігравши лише кілька матчів, отримав запрошення від клубу першої української ліги «Скали» з міста Стрий. У цьому клубі Яцурак грав протягом півтора року, а на початку 1996 року отримав запрошення від команди вищої української ліги — луцької «Волині». Дебютував у новій команді футболіст 3 березня 1996 року в матчі Кубка України проти команди «Гарай», у вищій лізі півзахисник дебютував 13 березня 1996 року в матчі проти львівських «Карпат». До кінця чемпіонату Яцурак зіграв 6 матчів за клуб у чемпіонаті, та відзначився 1 забитим м'ячем. Проте в цьому сезоні луцька команда зіграла невдало, посівши передостаннє місце в чемпіонаті, та вибула до першої ліги. Василь Яцурак продовжив виступи у складі «Волині» вже у першій українській лізі. Лучани добре розпочали чемпіонат, тривалий час були серед лідерів першості, але у підсумку зайняли 4 місце, і не зуміли повернутись до вищої ліги. У цьому сезоні Яцурак став одним із основних гравців півзахисту «Волині», зігравши за сезон 25 матчів. надалі луцький клуб виступав у чемпіонатах першої ліги все гірше, і, хоча футболіст залишався основним гравцем команди, як у сезоні 1997—1998 років, зігравши 37 матчів чемпіонату, так і в сезоні 1998—1999 років, зігравши 35 матчів, після закінчення сезону 1998—1999 років футболіст вирішив змінити клуб. Із початку сезону 1999—2000 років Яцурак повернувся до виступів у вищому українському дивізіоні у складі одеського «Чорноморця». Проте футболісту не вдалось закріпитися у вищоліговій команді, й, зігравши лише 6 матчів у вищій лізі та 3 матчі в другій команді клубу в першій лізі, Василь Яцурак покидає одеський клуб, і з початку 2000 року ненадовго повертається до «Волині», за яку зіграв 12 матчів у першій лізі. Після цього футболіст стає гравцем аматорського клубу «Сокіл» із Золочева, який з початку сезону 2000—2001 розпочав виступи в другій українській лізі. Після завершення сезону Яцурак стає гравцем іншого друголігового клубу — «Фрунзенець-Ліга-99» із Сум, проте зіграв за команду лише 3 матчі в чемпіонаті, й з початку 2002 року стає гравцем друголігового калуського клубу ЛУКОР. Наступний чемпіонат Василь Яцурак розпочинає у складі першолігового івано-франківського «Прикарпаття», проте в команді футболіст зіграв лише 5 матчів та ще 6 матчів за калуський ЛУКОР як фарм-клуб івано-франківської команди, та з початку 2003 року повернувся до складу золочівського «Сокола», який на той час вже вийшов до першої ліги. Зігравши кілька матчів за клуб, Яцурак став гравцем аматорського клубу «Тепловик» з Івано-Франківська. Із початку сезону 2003—2004 футболіст нетривалий час грав за друголіговий клуб «Верес» із Рівного, у другій половині сезону грав за інший друголіговий клуб «Техно-Центр» із Рогатина. Із 2004 року Василь Яцурак грає за аматорські клуби Івано-Франківської області. У 2004—2005 році він повертається до складу івано-франківського «Тепловика», далі грає за клуб «Дзвиняч» із однойменного села Богородчанського району, у 2009 році визнається кращим футболістом району. Пізніше футболіст грає також за ФК «Гвіздець», потім знову за «Дзвиняч». У 2014 році Василь Яцурак знову стає гравцем «Тепловика» та одночасно очолює його юнацьку команду. У 2015 році нетривалий час футболіст грав за аматорський клуб з Івано-Франківська «Тепловик-ДЮСШ-3», після чого завершив виступи на футбольних полях.

## Кар'єра тренера
Після завершення виступів на футбольних полях Василь Яцурак відразу ж розпочав тренерську кар'єру, очоливши івно-франківський клуб «Тепловик». У 2016 році колишній футболіст очолив юнацьку команду аматорського клубу «Тепловик-ДЮСШ-3», пізніше очолив головну команду клубу, проте 31 травня 2017 року він був звільнений з посади головного тренера клубу. З 2019 року працює тренером в клубі «Прикарпаття».